# Apollo 1

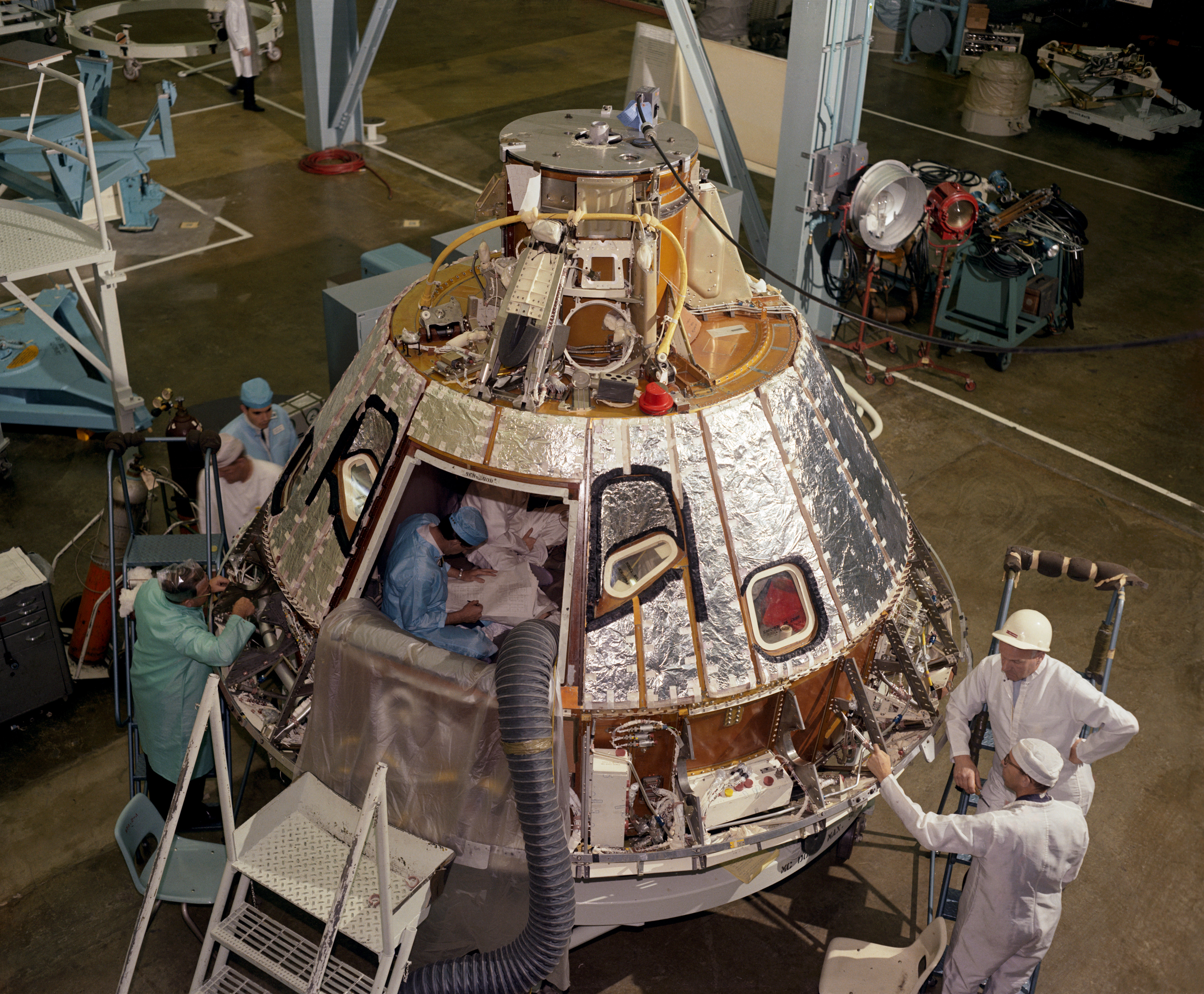
De Apollo 1-commandomodule

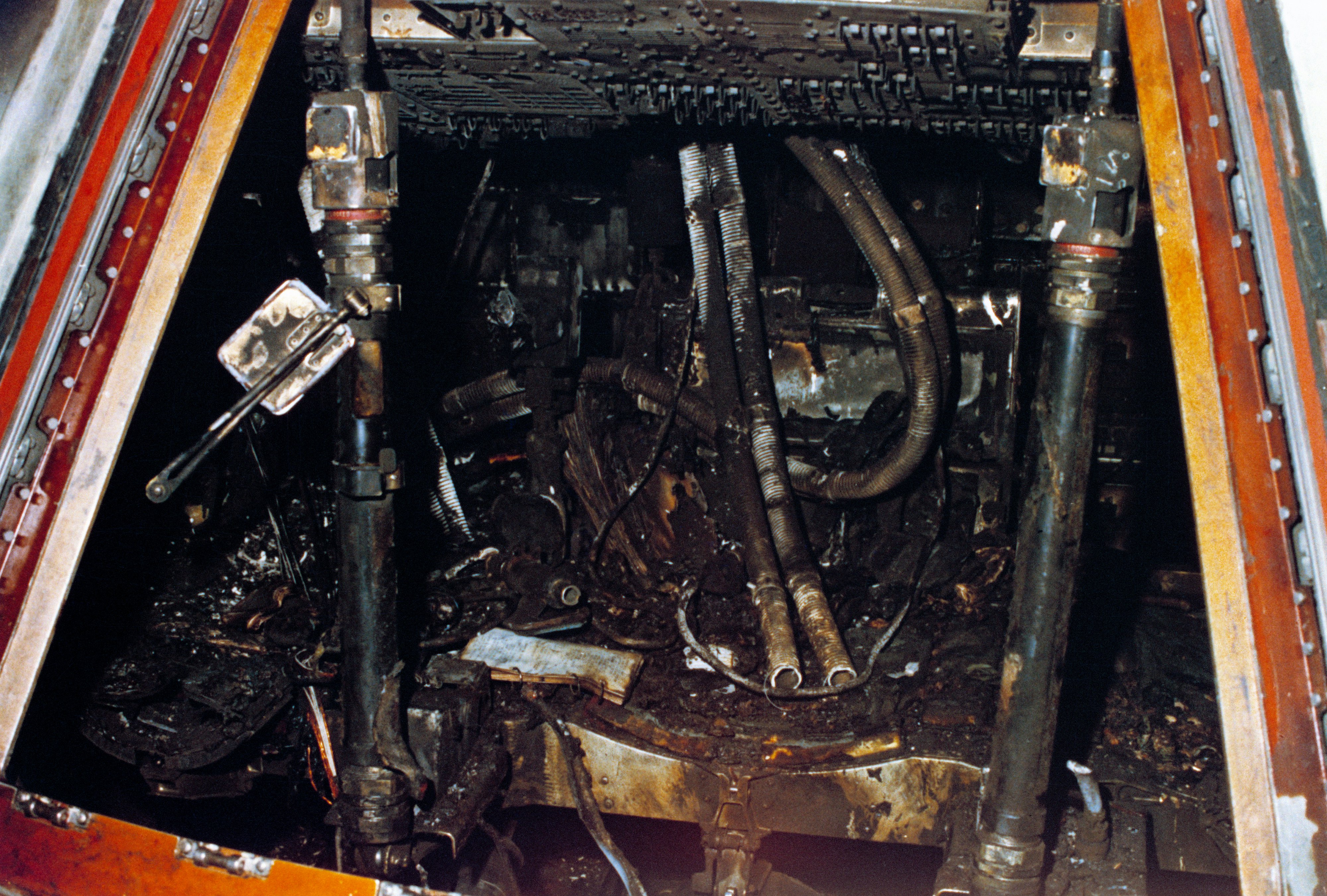
Overblijfselen van de cabine

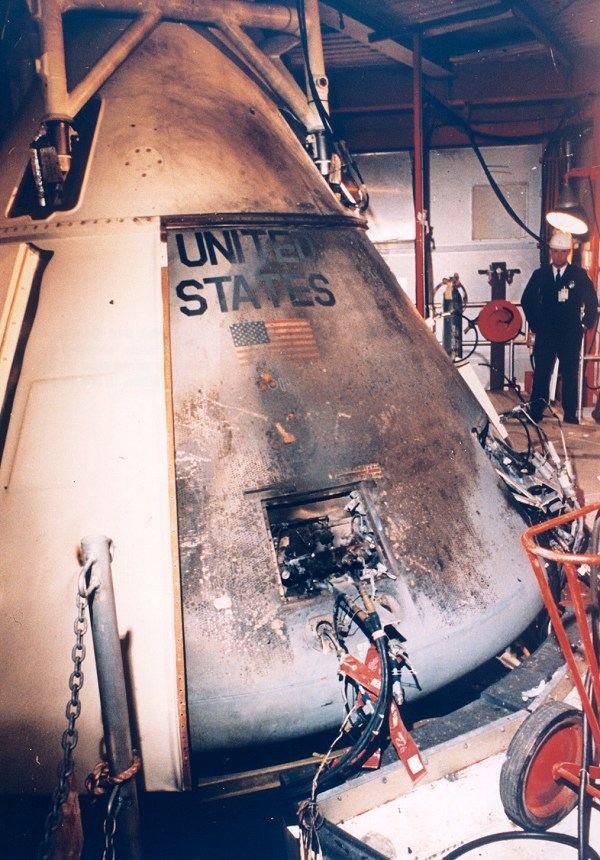
Buitenkant van de Apollo 1 na de brand

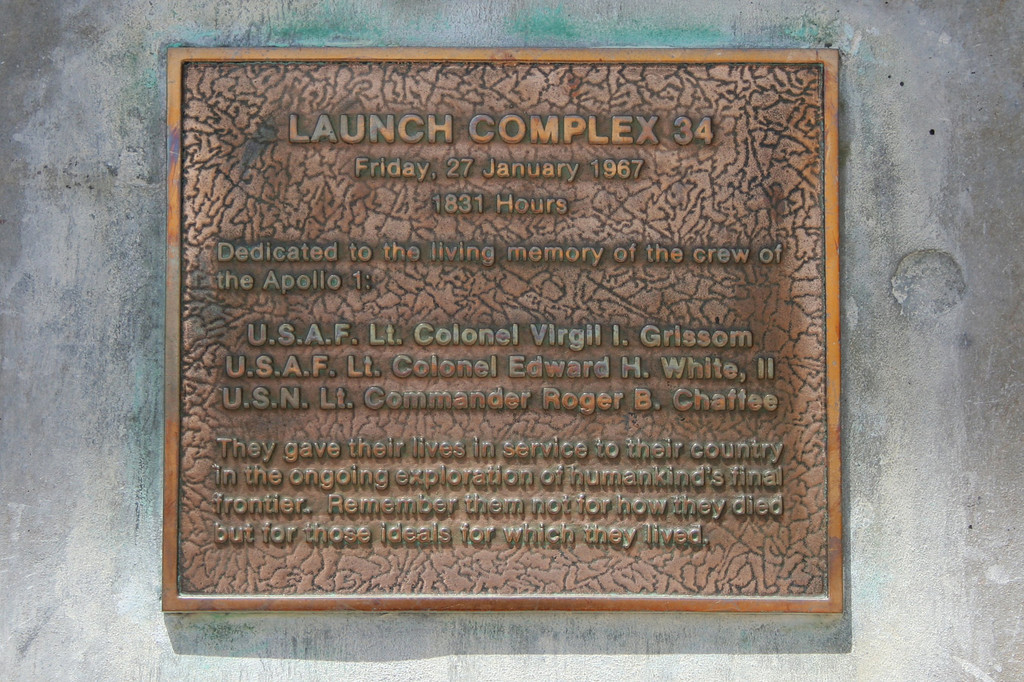
Apollo 1-herdenkingsplakkaat

Apollo 1 is de naam die aan het ruimtevaartuig Apollo/Saturnus 204 werd gegeven nadat het vaartuig tijdens een oefening van de bemanning op 27 januari 1967 door brand werd verwoest. De driekoppige bemanning kwam hierbij om het leven. Het ongeval gebeurde in de commandomodule boven op de Saturnus IB-raket die klaarstond op Lanceercomplex 34 van Cape Canaveral. De bemanning bestond uit drie astronauten die voor het aanvankelijke Apollo-programma waren geselecteerd: gezagvoerder Virgil Grissom, senior-piloot Ed White en piloot Roger Chaffee.

## Bemanning
- Virgil Grissom gezagvoerder
- Ed White, senior-piloot
- Roger Chaffee, piloot

### Reservebemanning
- april - december 1966
  - James McDivitt, gezagvoerder
  - David Scott, senior-piloot
  - Rusty Schweickart, piloot

(Deze bemanning werd geselecteerd voor Apollo 9.)
- december 1966 - januari 1967
  - Walter Schirra, gezagvoerder
  - Donn Eisele, senior-piloot
  - Walter Cunningham, piloot

(Deze bemanning werd geselecteerd voor Apollo 7.)

## Het ongeval
Onmiddellijk voorafgaand aan het ongeval waren de bemanningsleden een controlelijst aan het doornemen met dingen die zij in de ruimte zouden doen. Ondertussen werd een probleem aan het communicatiesysteem verholpen. Plotseling riep een stem (waarvan men nu aanneemt dat het Chaffee is geweest): "Vuur, ik ruik vuur." De verbinding met de grondeenheid werd beëindigd met een schreeuw van pijn. De bemanning kon niet ontsnappen, omdat de cabine onder grote druk stond. Voor het openmaken van de deur moest eerst de overdruk worden weggenomen. In het gunstigste geval zou het 90 seconden gevergd hebben om naar buiten te komen, terwijl de bemanning in slechts ongeveer 15 seconden werd gedood.

## Oorzaak
Men veronderstelt dat de brand werd veroorzaakt door een vonk ergens in de 50 km lange bedrading. Dit leidde tot een snelle verbranding in de met zuivere zuurstof onder druk gevulde cabine. De NASA had in de eerdere projecten Mercury en Gemini de cabines ook met zuivere zuurstof gevuld, zonder dat iemand ooit had beseft hoe brandgevaarlijk dit was. Naar aanleiding van de brand ging de ruimtevaartorganisatie over op een gemengde stikstof/zuurstofatmosfeer. De onderzoeksraad stelde vast dat een met zilver bedekte koperdraad in een klimaatbeheersingseenheid dicht bij de besturingsmodule zijn isolatie had verloren, doordat deze herhaaldelijk was gestript en geschuurd door het openen en sluiten van een toegangsklep. Dit zwakke punt in de bedrading zat dicht bij een lekkende verbinding in een etheenglycol/waterkoelingsleiding. De elektrolyse van de oplossing van ethyleenglycol met de anode die van zilver was gemaakt resulteerde in een hevige exotherme reactie, waardoor het ethyleenglycolmengsel tot ontbranding kwam. Dit mengsel kon in de atmosfeer van zuivere zuurstof heftig branden.

## De brand
De brand breidde zich snel uit waardoor de ruimtepakken van de astronauten smolten. De pakken van Grissom en van White werden later samengesmolten teruggevonden. Men concludeerde dat de bemanning was gestorven aan rookinhalatie en niet aan brandwonden. Volgens het Rapport van de Apollo 204 Onderzoeksraad, had Grissom derdegraads brandwonden op 36% van zijn lichaam (eerste-, tweede- en derdegraads brandwonden bedekten 60% van zijn lichaam) en zijn ruimtepak was voor 70% vernietigd. White had derdegraads brandwonden op 40% van zijn lichaam en zijn ruimtepak was voor 25% vernietigd. Chaffee had derdegraads brandwonden op 23% van zijn lichaam en zijn ruimtepak was voor 15% gesmolten.

## Herdenking
Op de plaats van de brand zijn nu twee gedenkplaten geplaatst voor de drie mensen die omkwamen. Op de ene staat:
LAUNCH COMPLEX 34

Friday, 27 January 1967

1831 Hours

Dedicated to the living memory of the crew of the Apollo 1:

U.S.A.F. Lt. Colonel Virgil I. Grissom

U.S.A.F. Lt. Colonel Edward H. White, II

U.S.N. Lt. Commander Roger B. Chaffee

They gave their lives in service to their country in the ongoing exploration of humankind's final frontier. Remember them not for how they died but for those ideals for which they lived.
Vertaling:
LANCERINGSCOMPLEX 34

Vrijdag, 27 januari 1967

18.31 uur

Gewijd aan de bemanning van Apollo 1:

U.S.A.F. Lt. Kolonel Virgil I. Grissom

U.S.A.F. Lt. Kolonel Edward H. White, II

U.S.N. Lt. Commandant Roger B. Chaffee

Zij gaven hun leven bij de dienst aan hun land in de voortgaande exploratie van de laatste grens van het mensdom. Gedenk hen niet voor hoe zij stierven, maar voor de idealen die zij nastreefden.
Op de andere staat:
In memory of those who made the ultimate sacrifice so others could reach for the stars

Ad astra per aspera

(A rough road leads to the stars)

God Speed to the crew of Apollo 1
Vertaling:
Ter herinnering aan degenen die het uiterste offer brachten zodat anderen naar de sterren kunnen reiken

Ad astra per aspera

(Een moeilijke weg leidt tot de sterren)

God moge met hen zijn. Voor de bemanning van Apollo 1

## Trivia
- De Saturnus IB-draagraket waar de Apollo I-capsule op was gemonteerd raakte niet beschadigd en werd tien maanden later gebruikt voor de onbemande lancering van Apollo 5.
- Sinds 2 juni 2022 staat op het Arlington National Cemetery in Arlington, Virginia, een monument ter nagedachtenis aan de astronauten van Apollo 1.[1]

## Galerij

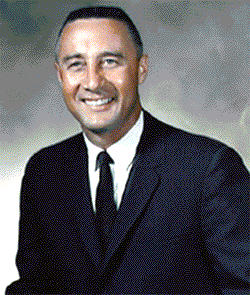
Virgil Grissom
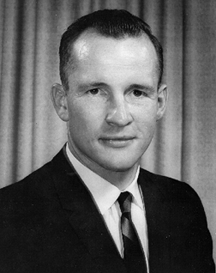
Edward White
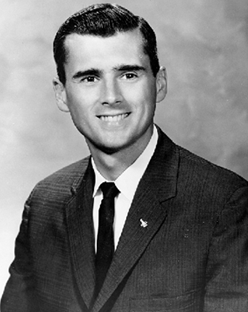
Roger Chaffee

Apollo 1 · Apollo 4 · Apollo 5 · Apollo 6 · Apollo 7 · Apollo 8 · Apollo 9 · Apollo 10 · Apollo 11 · Apollo 12 · Apollo 13 · Apollo 14 · Apollo 15 · Apollo 16 · Apollo 17

Saturnus V · Maanwagen · Apollo CSM · Apollo LM